# Volksschule Heidt

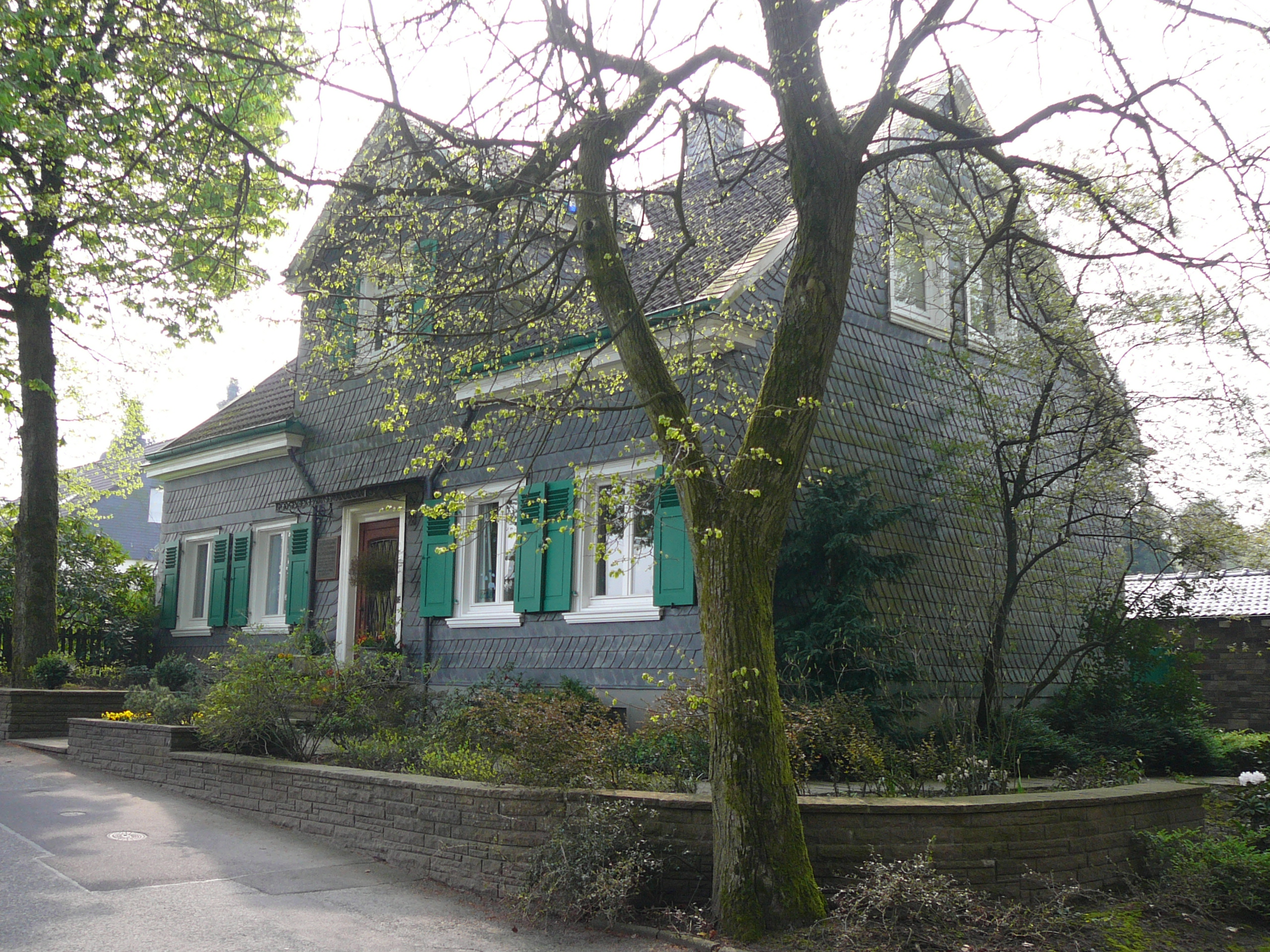
Dörpfeldstraße 28, die ehemalige Volksschule Heidt

Die ehemalige Volksschule Heidt oder auch Dörpfeldschule ist ein historisches Schulgebäude in Wuppertal-Ronsdorf.

## Lage und Beschreibung
Die ehemalige Volksschule (Elementarschule) befindet sich im Südwesten des Stadtbezirks Ronsdorf im Wohnquartier Blutfinke nahe der Ortschaft Heidt (alte Schreibweise „Heydt“) in der „Dörpfeldstraße 28“.
Eine erste Volksschule wurde um die Jahre 1680–1685 in Heidt errichtet. Das heutige ehemalige Schulgebäude wurde im Jahre 1835 erbaut und diente von 1835 bis 1888 als Volksschule, danach bis 1960 als Bandwirkerei und Wohnhaus und seit 1960 ausschließlich als Wohnhaus. Zwischenzeitlich von 1933 bis 1943 befand sich hierin auch eine Gastwirtschaft.
Von Mai bis Dezember 1848 war hier der Pädagoge Friedrich Wilhelm Dörpfeld, der Vater des Archäologen Professor Wilhelm Dörpfeld, als Lehrer tätig. Hieran erinnert eine 1930 neben dem Eingang angebrachte Bronzetafel.
Bei dem Gebäude handelt es sich um ein eingeschossiges verschiefertes Fachwerkhaus mit ausgebautem Satteldach und mittig angeordneten Zwerchhäusern auf beiden Traufseiten. Der heutige Zugang befindet sich mittig an der Straßenfront. Der ursprüngliche Zugang zu dem einzigen Klassenraum befand sich an der nördlichen Giebelseite und ist heute nicht mehr vorhanden.

## Denkmalschutz
Da es sich um das zweite Schulgebäude in Ronsdorf handelt und es für einige Monate die Wirkungsstätte des Pädagogen Friedrich Wilhelm Dörpfeld war, wurde das ehemalige Schulhaus am 11. November 1993 unter Denkmalschutz gestellt.